# Mostostal Puławy
Mostostal Puławy Spółka Akcyjna – polskie przedsiębiorstwo budowlane z siedzibą w Puławach. Specjalizuje się w wykonawstwie i montażu konstrukcji stalowych oraz budownictwie przemysłowym.

## Historia
Powstanie przedsiębiorstwa Mostostal Puławy S.A. jest związane z budową Zakładów Azotowych Puławy tzw. Wielką Chemią. W 1964 roku został utworzony w Puławach Oddział Warszawskiego Przedsiębiorstwa Konstrukcji Stalowych i Urządzeń Przemysłowych do budowy instalacji technologicznych na terenie puławskich Zakładów Azotowych.
W strukturach Mostostalu Warszawa S.A. oddział puławski rozwijał się blisko 30 lat. W 1994 roku firma przekształciła się w spółkę z ograniczoną odpowiedzialnością, a w 1998 roku w spółkę akcyjną. W wyniku zakupu spółek Mezap sp. z o.o. i Energezap sp. z o.o., w roku 2005 powstała Grupa Kapitałowa Mostostal Puławy S.A.
Od grudnia 2014 roku Mostostal Puławy S.A. rozwija się jako spółka w nowej strukturze właścicielskiej. W grupie inwestorów znalazł się zarząd Mostostal Puławy S.A. oraz puławscy przedsiębiorcy.

## Działalność
Mostostal Puławy S.A. oferuje realizację obiektów w następujących segmentach rynku:
- Infrastruktura komunikacyjna
  - mosty
  - wiadukty
  - stacje benzynowe
  - przejścia graniczne
- Infrastruktura kolejowa
  - budynki i urządzenia
  - obiekty inżynierskie
- Infrastruktura lotniskowa
  - hangary
  - terminale
- Budownictwo kubaturowe
  - obiekty medyczne
    - szpitale
    - ośrodki opieki
    - ośrodki zdrowia

  - obiekty sportowe
  - obiekty infrastruktury miejskiej
  - budynki handlowe
  - budynki biurowe
  - multikina
  - parkingi wielopoziomowe itp.
- Budownictwo przemysłowe
  - przemysł chemiczny
  - przemysł petrochemiczny
  - przemysł farmaceutyczny
  - przemysł kosmetyczny
  - przemysł spożywczy:
    - zbiorniki, silosy
    - magazyny
    - instalacje technologiczne
    - zakłady przetwórstwa mięsnego i owocowo-warzywnego
    - browary

  - przemysł cementowy
- Energetyka
  - termiczna utylizacja odpadów
  - elektrownie konwencjonalne
  - elektrownie gazowe
  - elektrociepłownie
  - bioelektrownie
  - elektrownie wiatrowe
- Ochrona środowiska
  - instalacje oczyszczania powietrza
  - odsiarczanie
  - odazotowanie
  - odpylanie spalin
  - instalacje oczyszczania wody
  - oczyszczalnie ścieków
  - spalanie osadów
  - zakłady przetwarzania odpadów komunalnych
  - kompostownie[4]